# Paris–Roubaix 1903

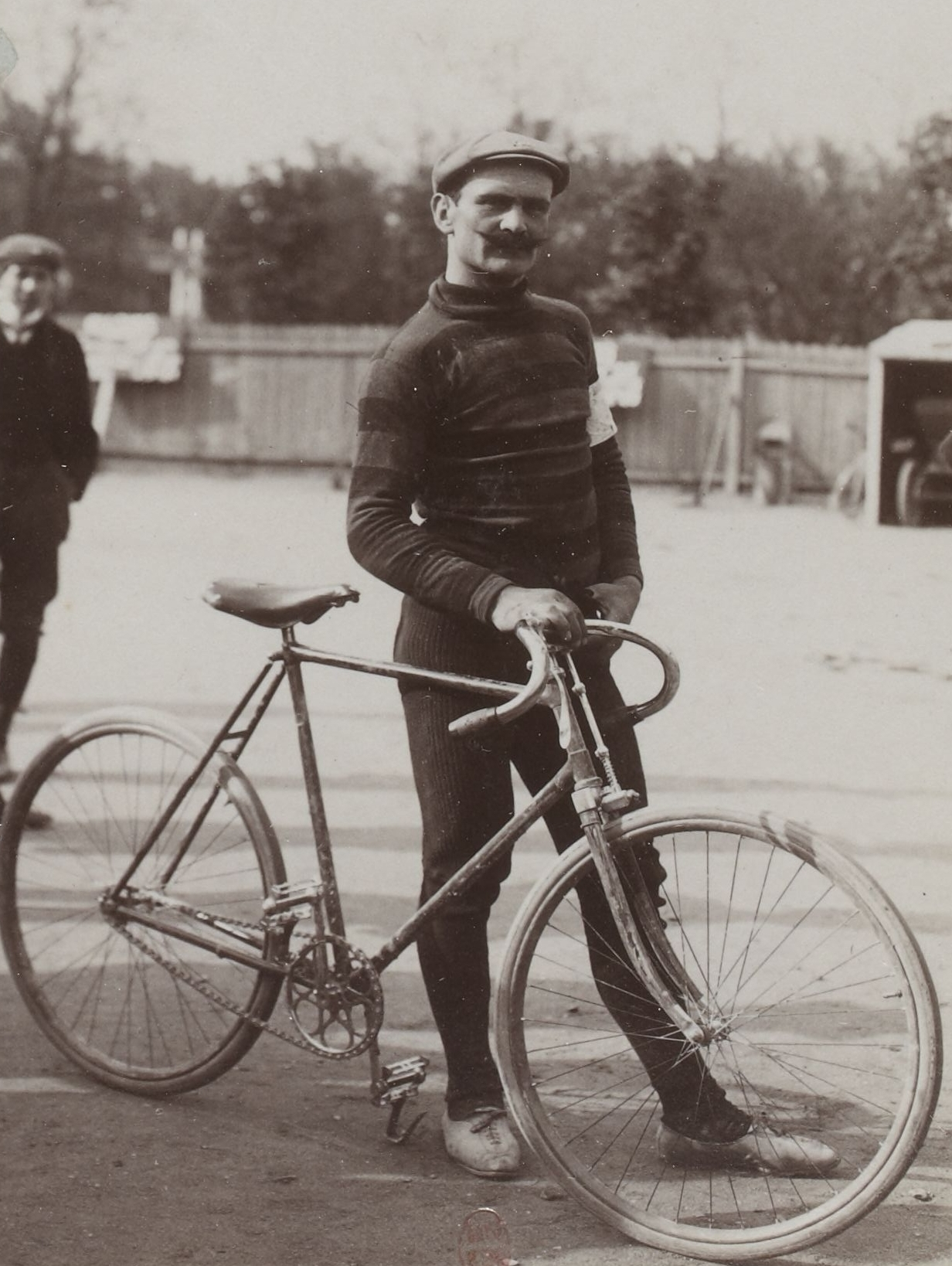
Hippolyte Aucouturier (1901)

Das Eintagesrennen Paris–Roubaix 1903 war die achte Austragung des Radsportklassikers und fand am Sonntag, den 11. April 1903, statt.
Das Rennen ging von Chatou aus über 268 Kilometer, und die Fahrer wurden von motorisierten Schrittmachern geführt. Es starteten 51 Radrennfahrer, von denen sich 27 platzieren konnten. Der Sieger Hippolyte Aucouturier absolvierte das Rennen mit einer Durchschnittsgeschwindigkeit von 29,104 Kilometern pro Stunde.
Bei dieser Austragung wechselten die Fahrer vor der Einfahrt in das Vélodrome roubaisien, wo noch drei Runden zu absolvieren waren, ihre Räder. Chapperon erreichte die Radrennbahn als Erster, ergriff aber versehentlich das Rad von Louis Trousselier. Während er sein Rad erneut austauschte, hatte Aucoutourier einen Vorsprung von 100 Metern herausgefahren. Chapperon kam noch bis auf wenige Meter an Aucoutourier heran, der aber den Sieg über das Ziel bringen konnte.